# 三日木人
三日木 人（みかぎ じん、1950年11月16日ー ）は、日本の歴史小説家、歴史研究家。第22回歴史浪漫文学賞受賞。

## 経歴
徳島県三好市三野町の神主の家系に生まれる。生家は鎌倉時代から続く旧家。郡司（市長以上、県知事未満に相当）となった家柄で、本人は21代目当主にあたる。
学卒後、編集者を経て、編集制作会社を30年以上にわたって主宰。その後、作家に転身する。
三好市ゆかりの武将三好長慶シリーズ『新・三好長慶伝－龍は天道をゆく』『三好長慶の遺命－篠原長房士魂録』『われは鬼なり－十河一存伝』の三好三部作の著者として知られ、これら著作は、「三好長慶NHK大河ドラマ誘致推進協議会（徳島・関西）」「徳島県人会近畿連合会」「近畿三好ふるさと会連合会」、さらに「三好長慶会」をはじめとする三好長慶顕彰諸団体（通称：三好ネットワーク／11団体加入）などの推奨図書として刊行されている。
また、オリジナル小説投稿サイト「カクヨム」にも海石榴の筆名で時代小説等を投稿しており、「首切り山田浅右衛門の憂鬱」（短編）、「首切り山田浅右衛門season2破邪の剣」（短編）、「真田幸村の恋」（長編）等は名作として、2023年の投稿以来、多くの読者に親しまれている。

## その他の活動
作家活動以外では、「三好長慶公を大河ドラマに！！」を合言葉とする「三好一党会」の会長をつとめ、さらに「十河一存公の武者像をつくる会（仮）」を発起人として設立、先導者的役割を果たしている。
なお、上記二団体の前者「三好一党会」は、後者「十河一存公の武者像をつくる会（仮）」の賛助団体としての機能も持ち、香川県高松市の然るべき場所に、讃岐統一に重要な役割を果たした勇将・十河一存（三好長慶の末弟）の騎馬像実現運動の署名活動を実施している。
こうした三好長慶及び三好一族顕彰活動が認められ、徳島県三好市より「三好長慶大河ドラマプロモーション大使」（第一号）に認定されている。

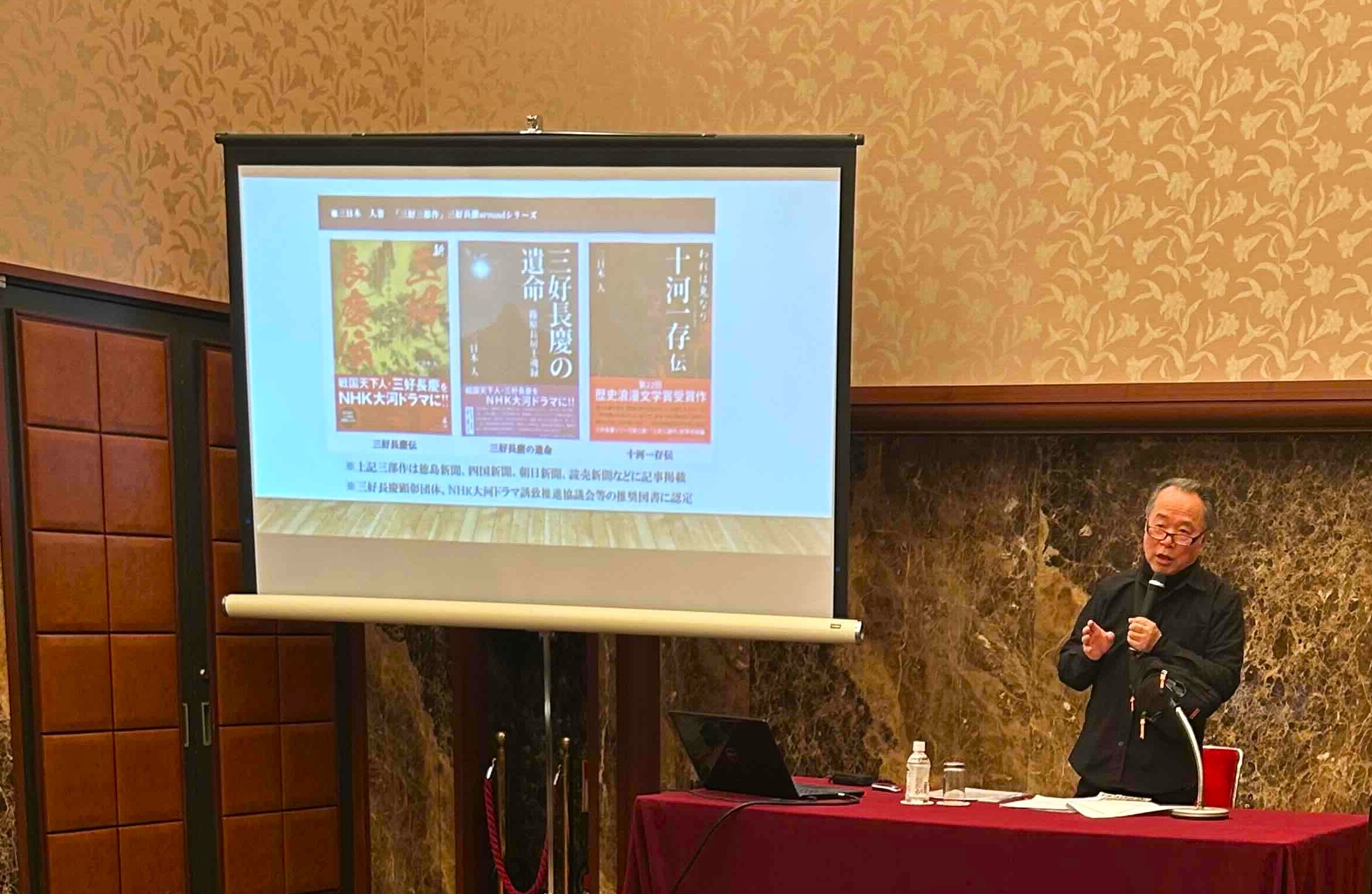
2025年3月6日、三日木人講演会（於:霞が関・日本記者クラブ）、演題「三好長慶と織田信長―両政権の対比的考察」

## 書籍
- 『ヒノイチ！真田幸村忍群伝』2016年2月、風詠社　ISBN978-4-434-21650-3
- 『北斎夢枕草紙－娘お栄との最晩年』2017年10月、本の泉社　ISBN978-4-7807-1651-1
- 『新・三好長慶伝－龍は天道をゆく』2019年10月、幻冬舎　ISBN978-4-344-92436-9
- 『体験的「定年作家」のススメ』2021年7月、つむぎ書房　ISBN978-4-910205-72-4
- 『三好長慶の遺命－篠原長房士魂録』2021年10月、郁朋社　ISBN978-4-87302-744-9
- 『われは鬼なり－十河一存伝』（第22回歴史浪漫文学賞受賞作）2022年8月、郁朋社　ISBN978-4-87302-769-2
- 電子書籍『画狂残日録－北斎と馬琴、そしてお栄』2022年8月、アマゾンASIN:B0B94HNHGZ
- 電子書籍『北斎の娘－お栄恋々』2022年10月、アマゾンASIN:B0BKYYS9KP
- 電子書籍『淫ら絵の女 枕絵師・英泉』2023年5月、アマゾンASIN:B0C5DBQXV4
- 電子書籍『蔦屋重三郎ー吉原出世乃花道』2023年11月、アマゾンASIN:B0CP79GW6R
- 電子書籍『写楽は死なずー謎の絵師、秘密の生涯』2024年9月、アマゾンASIN:B0DHM68NDS
- 電子書籍『絵描き侍ー歌川広重の意地』2024年9月、アマゾンASIN:B0DHFT6BGY
- 電子書籍『淫ら筆―歌麿と女たち』2025年3月、アマゾンASIN:B0F1MD4G9H

## 論文
•「織田信長との対比で考察する三好長慶の政治的先進性」（「戦国初の天下人・三好長慶」の政治手法が織田政権に及ぼした影響）2023年10月、戎光祥出版『歴史研究』第175号収載、ISBN978-8-86403-491-3
•「三好長慶の政治理念・理世安民について」（三好長慶会・会報誌2025年3月1日発行号『戦国おもしろ百話』別添論稿冊子）